# Nils Markusson
Nils Markusson, Nicolaus Marci, död 1374, biskop i Linköping 1352–1372.
Nils hade verkat som kyrkoherde i Malmö, domprost i Linköping samt kansler åt kung Erik och utnämndes av påven till biskop av Linköpings stift.
År 1347 hade kung Magnus skickat sin kaplan Magnus Andersson, kanik i Linköping och Skara, till Avignon och fått påve Clemens VI:s tillstånd att vid varje domkyrka få tillsätta ett högre ämbete och ett kanonikat. Denna rätt utnyttjade kungen för att 1349 utse Nils Markusson till domprost i Linköping. Nils Markusson blev av kungen skickad till Avignon 1351 för att påven skulle godkänna utnämningen av Peter Tyrgilsson till ärkebiskop och Nils egen utnämning till biskop i Linköping. Den 3 maj 1353 utfärdade kungen ett skyddsbrev för den nya biskopen där kungen bekräftar domkyrkans alla rättigheter och friheter.
Vid upproret mot Magnus Eriksson ställde sig biskopen på dennes son Eriks sida. När stridigheterna bröt ut 1356 befann sig biskopen på Lagaholms slott i Halland när biskopsgården Skällviks gård utanför Söderköping blev överfallen. Troligtvis låg kungen bakom detta. I ett bevarat brev från den 1 december 1356 till domkapitlet bannlyser han de män som deltog i angreppet.
Efter Eriks plötsliga död i pesten 1359 blev det lugnt en tid. Biskop Nils medföljde den delegation som 1361 förhandlade med Hansestäderna och några tyska furstar för att ingå ett förbund riktat mot Danmarks kung Valdemar Atterdag. Där har de troligen gjort större utfästelser än vad kungen gett dem tillstånd till. Överenskommelsen innebar bland annat att Bohus fästning och Marstrand skulle sättas i pant för att täcka hansestädernas utgifter för kriget. Om man lyckades återerövra Skåne från Valdemar Atterdag skulle i stort sett hela landskapet sättas i pant. Hansestäderna lovade i sin tur att ställa upp med 2 000 man trupper, skepp och belägringsmaskiner för att anfalla Skåne, Öland och Gotland.
Exakt vad som hände under hösten 1361 känner forskningen endast till fragmentariskt. Det står klart att en tysk här på våren 1362 försökte inta Helsingborg som hölls av danska trupper men att tyskarna besegrades. Hansestäderna ingick då en vapenvila med Danmark och danska trupper kunde sedan ockupera Finnveden. De svenska motgångarna låter sig inte förklaras på grund av bristen på källmaterial.
År 1363 lät kung Magnus landsförvisa dem som hade stått bakom den misslyckade krigspolitiken: Nils Markusson, riddarna Nils Turesson, Karl Ulfsson av Tofta, Karl Ulfsson av Ulvåsa, Erik Karlsson och Bengt Filipsson samt väpnaren Bo Jonsson Grip. De landsförvisade stannade i Visby över vintern 1362–1363 och efter påsk fortsatte de till Wismar och hertig Albrekt av Mecklenburg. Vid mecklenburgarnas anfall på Sverige 1363 medföljde biskopen tillbaka till Sverige. Han var de följande åren en av kung Albrekts anhängare.
I ett brev till påve Urban V 1363 bad kung Magnus att biskop Nils skulle avsättas på grund av "multa enormia contra regiam magnitudinem fuerat machinatus", "det oerhörda förräderi han begått". Påven gick dock inte med på avsättning. Ett år senare utnämnde påven istället biskop Nils till biskop av Knin i Dalmatien. Eftersom biskopen hade stöd av kung Albrekt kunde han strunta i detta utan fortsatte som biskop av Linköping.
Under 1371 utbröt det ett uppror mot kung Albrekt och biskop Nils verkar ha haft en ledande roll i detta. Sommaren 1372 blev han tvungen att fly till Gotland. Han följde sedan kung Håkan till Norge, där han avled på Bohus fästning 1374.